# 個体識別
個体識別とは、生物の個体を区別し、個別に記録をとることである。畜産などにおいて動物の管理に利用されているほか、生態学、特に個体群生態学や行動学において重要な研究手法のひとつである。また、ペットの管理にも用いられる。

## 概要
たとえばオシドリという鳥がある。この鳥は雌雄で仲良く子育てをして、毎年同じところで繁殖するといわれる。しかし、実際にはしばしばペアの相手が代わっているという説がある。この説を確かめるためには、今年のペアである雄雌と、翌年のペアが同じ個体かどうかを確かめなければならない。つまり、今年のうちに何等かの方法で対象の個体をそれ以外の個体と確実に区別する手だてを講じて、来年のペアがそれと同じ個体かどうかを確かめる必要がある。これが個体識別である。
動物の生態を研究する際に、実際には個々の個体を見ながら記録をとる訳であるが、この時、対象とする個体が、その個体群における任意の個体であり、どの個体も同じであるという認識で当たることは、ひとつの科学的な判断であると見なしてよいだろう。しかし、それだけでは見落とす事項や得られない情報があり、そのような部分を埋めるためにも、個体識別法は大きな役割を果たす。たとえば長期にわたる調査において決まった個体を追跡したい場合がそれである。
また、実際には個体群の中に於いてどの個体も同じ意味を持つとは限らない。たとえば、個体群に順位制のような構造があれば、順位によって生態が異なることはあり得る。そのような場合には、個体ごとに記録することが望ましい。

## 使われる局面
個体群生態学においては、個体群の一部を採集し、その個体からさまざまな情報を得るのが通例である。たとえば体長、体重、性別、栄養状態、成長の段階、年齢などがそれである。しかし、たとえば個体の寿命はここからは分からない。飼育下で確かめる方法は、生理的寿命が分かるだけで、生態的寿命、つまり、その生物が生活している場で、実際に達成される寿命はまた別である。これを知るためには、個体識別を行なった上で、追跡調査を行なうことになる。
生息区域の中で、それぞれの個体がどのように移動しているかを知るためにも個体識別が必要である。例えば干潟に巣穴を掘って多数のカニが住んでいるが、次の日に見た時に、同じ巣穴にいるのが同じカニである保証はない。個体識別が行なわれていれば、これを確認することができる。
動物行動学でも、特定個体を継続的に追跡することは、一定時間の範囲だけを見た場合の解釈を大きく変えるものになり得る。日本でのニホンザルの研究はそれまでのサルの社会への認識、研究法を大きく変えることになった。ニホンザルの場合、一部では家系までもが追跡調査されている。

## 識別の方法
個体識別を行なうためには個体を区別する方法を考えなければならない。人の顔なら見覚えるのはさほど難しくないが、それでも間違う場合がある。よく人種が違うと個人の見分けが難しいというが、別種ならなおさらである。科学における客観性という観点からも、間違えないための方法が必要になる。

### 地図で対応させる
植物、特に樹木や、あるいは動物でもフジツボなどの固着性動物のように、動かないものの場合は、地図を作り、その上で位置を確認すれば識別が可能になる。

### 印をつける

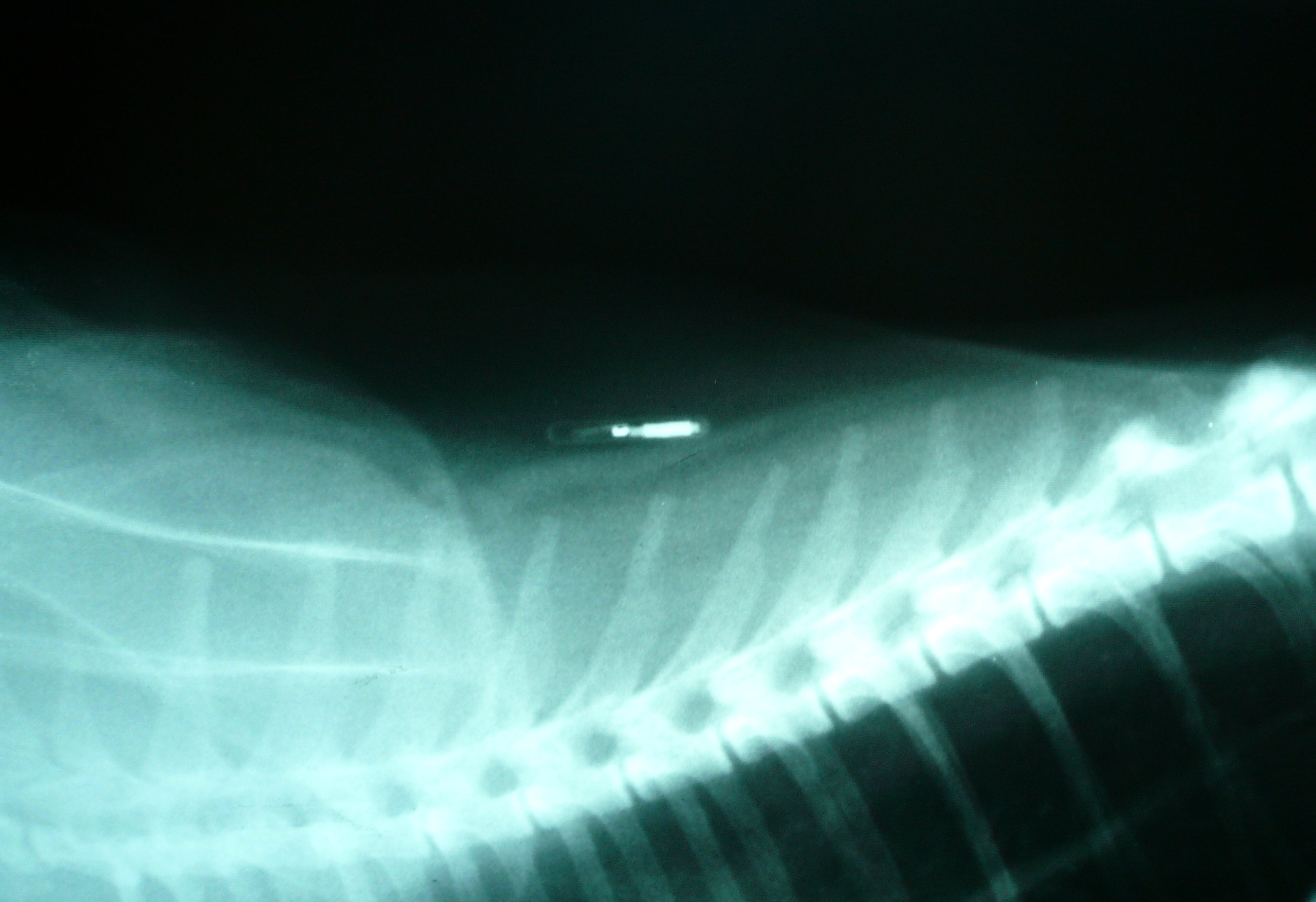
猫に埋め込まれた個体識別用のマイクロチップ

標識法とも言う。それぞれの個体に何等かの標識を人為的につけ、それによって個体を識別する方法である。無理やり取り付けるのであるから、その前にその個体を捕まえなければならない。したがって、以下のことに注意しなければならない。
- 標識がその生物の生活の負担にならないかどうか。
- 標識を取り付ける操作がその生物にどのような影響を与えるかどうか
- そのような撹乱によって、その後の生物の活動に影響があるかどうか

また、取り付ける標識についても、以下のような点に注意しなければならない。
- 標識が生物に対して負担にならないような形式、性質、取り付け方を工夫すること。
- 個体識別が間違いなく行なえる方法であること。
- 標識がある程度以上持続するものであること。

標識のために動物の身動きが難しくなるのでは、真っ当なデータは期待できない。あっという間に剥がれる標識も困る。剥がれなくても、自然にできるような傷などで紛らわしくなるようでは困る。持続期間については、永続的というわけにはいかないとしても、少なくとも一定期間が保証できるくらいでなければ使えない。
具体的な標識としては、以下のような方法がある。
- 輪をつける。

生物体の一部に輪を巻きつける。輪に記号等を入れれば個体の区別がつく。生物体を傷つけないですむやり方である。最もよく知られ、広範囲で使われているのは、鳥類の足にはめる足輪であろう。これによって多くの渡り鳥などの研究が行なわれる。犬の首輪も似たようなものである。
- 札をつける。

表札のような札を作り、これに識別記号などを書き込む。問題は取り付け方で、丈夫な殻を持つ動物では、その部分に張り付ける、一部に穴を空けて結び付けるなどの方法をとる。カタツムリやカメでこの方法が使われる。大型哺乳類の場合、ピアスのように耳たぶにつけるのもよく使われる。
- ラジオテレメトリー

大型動物の場合、電波発信機をつけるという方法が採られることもある。元来は遠隔操作でデータを送るための装置であったが、この分野ではほぼ個体の特定と、離れていてその所在を知るための装置として使われている。
- 猫に埋め込まれた個体識別用のマイクロチップマイクロチップを埋め込む。

この分野の進歩によって、ごく小型のものができるようになり、さまざまな場合に使われる。ペットに埋め込むというアイディアがあるが、これもこの例である。
- 体にデータを書き込む。

動物体の表面に、字が書けるようなスペースがあれば、直接にデータを書き込む手もある。トンボの羽根などはこれが可能である。蝶は羽根が大きいものの、鱗粉があるので字を書くには適さない。例外的なのがマダラチョウで、薄い羽根にマジックで字を書くことができる。これを利用して、アサギマダラの羽根に採集地と採集日、それに採集者の連絡先を記入し、放したことがきっかけで、この蝶が本州と沖縄の間を移動する習性が発見された。
- 体に傷をつける。

トカゲやカエルでは、指を切ることが行なわれる。それぞれの指に一定の数を当て、各足から一本ないし二本の指を切ることで、四桁の個体識別番号を作れる。この程度の傷は、すぐに治って、その後の生活にも支障はないようである。サルの場合に、毛のはえていない顔面に入れ墨をする方法が使われたことがある。コウチュウ目など、体の硬い昆虫では、その表面に線香で焦がして傷を入れる方法が使われた例もある。

### 個体ごとの特徴をさがす
捕まえるのが難しい場合や、印をつけるのが困難な場合、特に大型哺乳類では、よく観察して、目立つ傷や模様の差などを記録し、個体識別のための印とする。クジラの場合、体表面のまだら模様などが使われる例がある。（自然標識法）

### とにかくよく見て覚える
目立つ印があろうがなかろうが、とにかくよく見ていれば覚えられる、というものである。これは、第二次大戦後の日本の動物生態学、特に今西錦司の門下の御家芸であった。名付けて名人芸的個体識別法と言う。もちろん当初は目立つ印がある個体が覚えやすいのであるが、最終的にはすべての個体を覚えてしまう。それぞれの個体には、なじみやすい名前をつけるのが通例である。うまく行けば、後ろ姿をちらっと見ただけで、どの個体か分かるようになると言う。
今西錦司は、人間社会の起源の解明を目標に、一方で哺乳類の社会を人間の社会の発展への過程に位置付け、それを研究することで人間社会の研究を目指したものである。そのためサルなどの研究においても、人間に対するような対応を取ろうとした。この方法によって、サルの社会の構造やそれを巡る行動について多くの知見が得られ、それまでのサル社会への認識が激変したと言ってよい。ただし、客観性に欠けるとの批判もある。

## 個体数推定との関係
個体数推定のための方法に、標識再捕獲法というのがあるが、この場合、既に捕獲されたものであることが分かればよいから、必ずしも個体識別はしなくてもかまわない。しかし、個体識別がされていてもかまわない訳で、個体識別がなされていれば、この方法を適用できる。さらに、個体識別によって全個体が識別できれば、当然ながら個体数も把握できる。